# Liste von Basketballvereinen in Litauen
Diese Tabelle ist eine Auflistung von Basketballvereinen in Litauen.
| Verein                         | Logo | Ort                      | Nationale Meisterschaften                                                      | Sportstätte                                                                        | Sonstiges und Webadresse | Belege        |
| ------------------------------ | ---- | ------------------------ | ------------------------------------------------------------------------------ | ---------------------------------------------------------------------------------- | --- | ------------- |
| Alita Alytus                   |      | Alytus                   |                                                                                |                                                                                    | Alita wurde 1995 gegründet und existierte bis 2006 |               |
| Alytus (Basketball)            |      | Alytus                   |                                                                                |                                                                                    | Nach der Saison 2010/2011 hatte der Verein 30.000 Euro Schulden und wurde insolvent |               |
| Alytaus RKL                    |      | Alytus                   |                                                                                |                                                                                    | | [ 1 ]         |
| BC Gargždai                    |      | Gargždai                 |                                                                                |                                                                                    | Verein wurde 2024 insolvent | [ 2 ]         |
| CBet Jonava                    |      | Jonava                   |                                                                                | Jonavos sporto arena                                                               | | [ 3 ] [ 2 ]   |
| Žalgiris Kaunas                |      | Kaunas                   | 1946, 1950, 1952–1955, 1958, 1991–1999, 2001, 2003–2005, 2007, 2008, 2011–2021 | Žalgirio Arena (früher: S.-Darius-und-S.-Girėnas-Sporthalle und Sporthalle Kaunas) | | [ 4 ] [ 5 ]   |
| Baltai Kaunas                  |      | Kaunas                   |                                                                                |                                                                                    | aufgelöst, nach Saison 2011/12 schloss er sich mit LKKA-Atletas (jetzt LSU-Baltai) in Kaunas zusammen.                                                                                            |               |
| VIČI-Aistės Kaunas             |      | Kaunas (früher: Vilnius) | Frauen: 1995, 1996, 2000, 2001, 2002, 2003, 2004, 2005, 2006                   |                                                                                    | |               |
| LSU-Baltai Kaunas              |      | Kaunas                   |                                                                                | Sporthalle Kaunas                                                                  | |               |
| KK Nevėžis Kėdainiai           |      | Kėdainiai                |                                                                                | Kėdainių arena                                                                     | | [ 6 ] [ 2 ]   |
| Kėdainių SC                    |      | Kėdainiai                |                                                                                |                                                                                    | | [ 7 ]         |
| Neptūnas Klaipėda              |      | Klaipėda                 |                                                                                | Švyturio Arena                                                                     | | [ 8 ] [ 2 ]   |
| Sūduva-Mantinga                |      | Marijampolė              |                                                                                | Spiele- und Sportschule                                                            | Der Verein spielte von 2006 bis 2010 in LKL, aber musste 2010 aus finanziellen Gründen die Teilnahme an der höchsten Liga beenden. Verein scheint noch aktiv zu sein, sonst gäbe es keinen Beleg. | [ 9 ]         |
| M Basket-Delamode Mažeikiai    |      | Mažeikiai                |                                                                                |                                                                                    | | [ 10 ] [ 2 ]  |
| Palanga Triobet                |      | Palanga                  |                                                                                | Sportsaal der Hauptschule                                                          | |               |
| Pieno žvaigždės Pasvalys       |      | Pasvalys                 |                                                                                | Pieno žvaigždžių arena                                                             | |               |
| Vytautas Prienai-Birštonas     |      | Prienai und Birštonas    |                                                                                | Prienų Arena                                                                       | |               |
| KK Šiauliai                    |      | Šiauliai                 |                                                                                | Šiaulių Arena                                                                      | | [ 11 ] [ 2 ]  |
| BC Šilutė                      |      | Šilutė                   |                                                                                | Sportsaal Šilutė                                                                   | | [ 12 ]        |
| Juventus Utena                 |      | Utena                    |                                                                                | Utenos Arena                                                                       | | [ 13 ]        |
| BC Wolves Vilnius              |      | Vilnius                  |                                                                                |                                                                                    | | [ 14 ] [ 2 ]  |
| BC Rytas                       |      | Vilnius                  |                                                                                | Avia Solutions Group Arena und Jeep Arena                                          | | [ 15 ] [ 16 ] |
| Sakalai Vilnius                |      | Vilnius                  |                                                                                | Ekinsta-Freizeitzentrum                                                            | |               |
| Kauno Žalgiris-Sabonio mokykla |      | Kaunas                   |                                                                                |                                                                                    | |               |
| Lietkabelis Panevėžys          |      | Panevėžys                |                                                                                | Cido arena                                                                         | Nachfolger von BC Panevėžys | [ 17 ] [ 18 ] |

Diese Tabelle erhebt keinen Anspruch auf Vollständigkeit.